# Belfius Classics
Belfius Classics is een wedstrijd in muziek en woordkunst voor leerlingen van de Belgische gemeentelijke academies in het deeltijds kunstonderwijs.

## Geschiedenis
De wedstrijd werd in 1965 opgericht door het Gemeentekrediet van België. De wedstrijd heette eerst Pro Civitate (voor de Stad) en was beperkt tot piano, viool en zang. Mettertijd veranderde de naam in Nationale Muziekwedstrijd en daarna in Nationale Wedstrijd voor Muziek en Woordkunst, Axion Classics (met een verwijzing naar het aanbod van het toenmalige Gemeentekrediet ten aanzien van de jongeren), Dexia Classics en in 2012 in Belfius Classics. Het aantal muzikale disciplines en woordkunst werd in de loop der jaren uitgebreid en omvat sinds 1999 "elke discipline, zowel in verband met muziek als woordkunst, die wordt onderwezen in op zijn minst twee academies van het land". Sinds 2004 is daar nog muzikale of literaire creatie bijgekomen. De meest recente belangrijke hervorming vond plaats in 2012, toen de leeftijdsgrens wegviel: de academies leggen ze evenmin nog op.
Sinds 1965 werden bijna 3000 laureaten door de wedstrijd bekroond.

## Verloop
Leerlingen van de  academies kunnen zich elk jaar kandidaat stellen voor de wedstrijd. In de eerste fase zijn er preselecties op 6 verschillende plaatsen in België. De kandidaten die door de jury’s geselecteerd worden, stromen door naar de finale te Brussel. De jury’s zijn samengesteld uit personen die beroepshalve met muziek of woordkunst bezig zijn, of docenten van de muziekacademies. Een laureaat die tijdens de finale minstens 90% van de punten behaalt krijgt een eerste prijs, een laureaat die minstens 80% van de punten behaalt, krijgt een tweede prijs, alle overige laureaten krijgen een getuigschrijft van finalist. Nadien wordt er een happening in De Munt georganiseerd waar alle laureaten die  een eerste prijs behaalden optreden in een 30-tal mini-recitals. De drie laureaten die tijdens alle proeven het hoogste puntenaantal hebben behaald, krijgen de gelegenheid te concerteren met het orkest.
Voor de editie 2013 hadden 161 leerlingen uit 80 academies zich ingeschreven: 59 behaalden een tweede prijs en 38 een eerste prijs.

## Erkenning
In 2003 kreeg ‘Axion Classics’, van de Stichting Prométhéa de Caïus, de prijs voor het beste mecenaatsinitiatief van een grote onderneming.
Belfius Classics is lid van de European Union of Music Competitions for Youth. Het toenmalige Gemeentekrediet was in 1970 een van de initiatiefnemers voor het oprichten van deze non-profitorganisatie.
Sedert 2013 schenkt de Unie van Belgische Componisten een medaille aan de kandidaten die in hun wedstrijdprogramma op de meest verdienstelijke wijze het repertiore van Belgische composities tot zijn recht laten komen, één per taalrol.
Op 31 januari 2015 werd Belfius Classics bekroond als cultuurevenement van het jaar. De prijs werd uitgereikt door de Vlaamse radiozender Klara (klassieke muziek) tijdens de jaarlijkse ceremonie "Klara in de Singel".

## Laureaten
Op het palmares vinden we enkele bekende personen, zoals (in alfabetische volgorde):
- Aldo Baerten, fluitist
- Thomas Blondelle, tenor, operazanger en componist
- Wim Brioen, gitarist
- Lieselot De Wilde, zangeres, actrice en maker
- Johan De Win, dirigent, muziekpedagoog en hoornist
- Paul Dombrecht, hoboïst en dirigent
- Johan Duijck, pianist, dirigent, docent en componist
- Robert Groslot, pianist, dirigent, componist
- de broers Kolacny, pianisten en dirigenten van het vrouwenkoor Scala & Kolacny Brothers
- Anneleen Lenaerts, eerste harpist in de Wiener Philharmoniker
- Michel Leveugle, dirigent, hoornist en slagwerker
- Linde Merckpoel,  radiopresentator , laureaat in de rubriek woordkunst
- Norbert Nozy, dirigent, muziekpedagoog en saxofonist
- Emmanuel Pahud, solist en solofluitist in de Berliner Philharmoniker
- Flor Peeters, Belgisch organist, componist en muziekpedagoog
- Arthur Vanderhoeft, Belgisch trompettist, dirigent en muziekpedagoog
- Carl Verbraeken, pianist, voorzitter van de Unie van Belgische Componisten
- Peter Verhoyen, fluitist en piccoloïst